# Slam Stewart

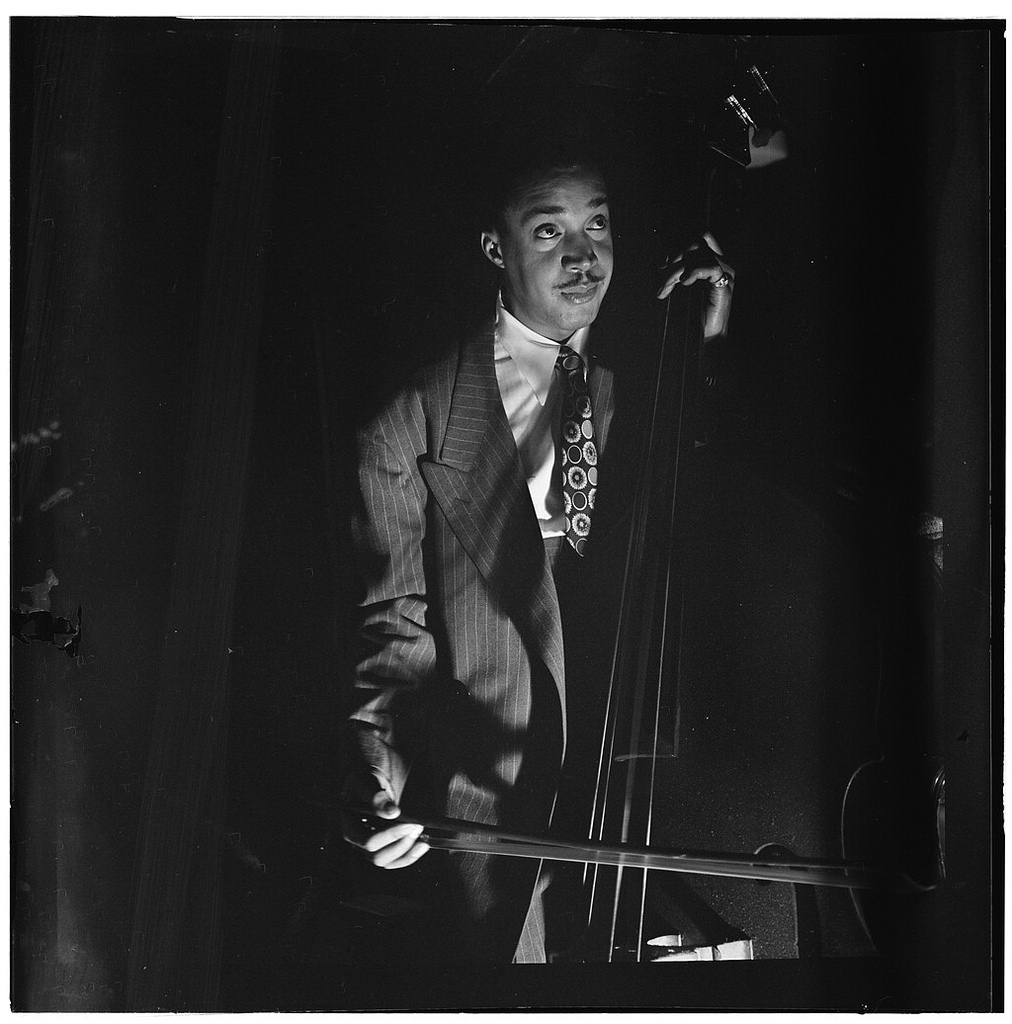
Slam Stewart, 1946

Leroy Elliot „Slam“ Stewart (* 21. September 1914 in Englewood, New Jersey; † 10. Dezember 1987 in Binghamton, New York) war ein US-amerikanischer Jazz-Bassist, der zunächst als Teil des Duos Slim & Slam bekannt wurde. Er war der Erste, der die Solorolle des Kontrabasses im Jazz entwickelte.

## Leben und Wirken
Stewart war als Bassist dafür bekannt, sein Solo-Spiel (mit dem Bogen) durch gleichzeitiges Unisono-Summen eine Oktave höher zu begleiten. Dies hatte er nach eigenen Angaben von dem Violinisten Ray Perry übernommen. Er baute aber auch andere Show-Elemente in seine Nummern ein. Seinen Spitznamen Slam erhielt er vom schlagenden Geräusch seiner Saiten beim Spiel.
Er begann als Violinist, wechselte dann aber zum Bass, studierte am Boston Conservatory und arbeitete zunächst 1936 bei Peanuts Holland. 1937 zog er nach New York und gründete mit Slim Gaillard das Duo Slim and Slam, bekannt durch Novelty-Nummern wie ihren Hit Flat Fleet Floogie (with a Floy Floy) von 1938. Gaillards Einberufung zum Militärdienst im Zweiten Weltkrieg beendete diese Zusammenarbeit. Stewart spielte anschließend mit Fats Waller in dessen Todesjahr 1943 und trat noch mit ihm im Film Stormy Weather (Regie Andrew Stone) auf, einem Bio-Pic mit und über Bill „Bojangles“ Robinson. Stewarts neues Duo mit dem Gitarristen Tiny Grimes konzertierte u. a. mit Art Tatum (1942 bis 1944 und in den 1950er Jahren) und trat außerdem erstmals mit dem Benny-Goodman-Sextett auf. Eine berühmte Session von 1945 mit Dizzy Gillespie, Charlie Parker und Red Norvo gehört zu den Bebop-Klassikern (Groovin’ High, Dizzy Atmosphere). Stewart nahm auch mit Lester Young auf (das klassische Sometimes I’m Happy), daneben mit Don Byas (Duette im Town Hall Concert 1945, Indiana) und mit eigenen Gruppen, in denen Erroll Garner am Klavier saß. 1945 wurde er von Down Beat zum besten Bassisten des Jahres gewählt.
Während der 1950er und 1960er Jahre arbeitete Stewart mit Musikern wie Art Tatum, Roy Eldridge, Beryl Booker oder Rose Murphy und tourte auch in Italien und Deutschland. In den 1970ern zog er sich ein Stück aus der Jazz-Szene zurück: Er spielte als Solist im Indianapolis Symphony Orchestra, gab Unterricht für Fortgeschrittene, schrieb Lehrbücher und gehörte zur Band der Fernsehshow Today. Er trat aber auch mit der New York Jazz Repertory Company auf. Er setzte seine Karriere als populärer, sehr individuell spielender Bassist mit regelmäßigen Touren, Festivalauftritten (z. B. Newport Jazz Festival 1964) und Aufnahmen bis in die 1980er Jahre fort.
In Johnson City (New York) wurde Slam Stewart 2021 gemeinsam mit Al Hamme und Dena DeRose durch ein großflächiges Wandgemälde geehrt.

## Diskografische Hinweise

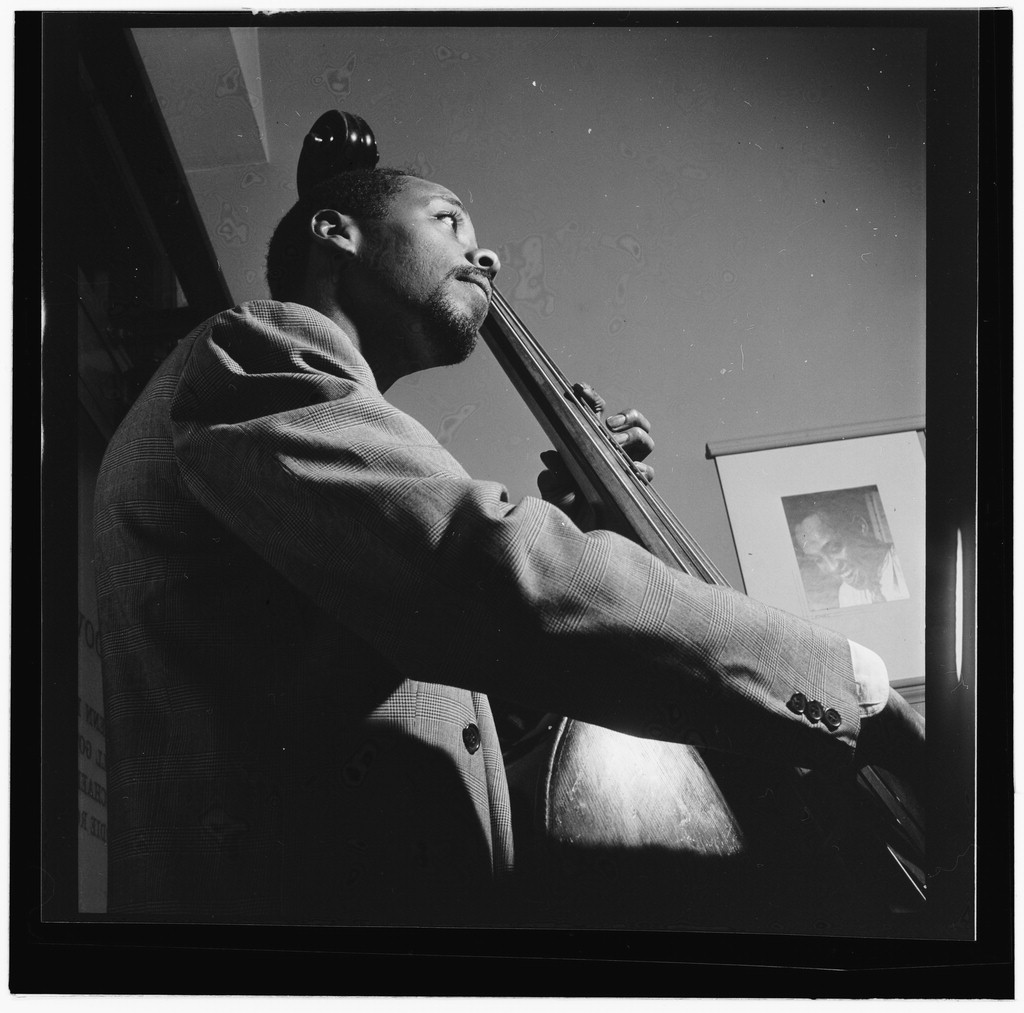
Slam Stewart in William P. Gottliebs Büro, New York City, um 1947. Foto: Gottlieb

- Slim & Slam: The Original 1938 Recordings, Vol. 1 & 2 (Tax)
- Bowin’ Singin’ Slam (1945)
- Slam Stewart 1945–1946 (Classics)
- Slam Bam (Black & Blue, 1971) mit Milt Buckner, Jo Jones
- Slamboree (Black & Blue, 1972) mit Wild Bill Davis, Gene Rodgers, Al Casey, Jo Jones
- Fish Scales (Barclay 1975)
- Slam Stewart & Major Holley Two Big Mice (1977), mit Hank Jones, George Duvivier, Oliver Jones
- Slam Stewart & Bucky Pizzarelli Dialogue (1978)
- Slam Stewart & Major Holley Shut Yo’ Mouth! (rec. 1981, ed. 1991) mit Dick Hyman, Oliver Jones
- The Cats Are Swingin’ (1987), mit Al Hamme, Bucky Pizzarelli, John Pizzarelli, Kent McGarity, Peter Appleyard, Richard Wyands, Sherrie Maricle